# Mac OS X Panther
Mac OS X Panther (phiên bản 10.3) là bản phát hành chính thứ tư của macOS, hệ điều hành máy tính để bàn và máy chủ của Apple. Phiên bản này theo sau Mac OS X 10.2 và có trước Mac OS X Tiger, và được phát hành vào ngày 24 tháng 10 năm 2003.

## Yêu cầu hệ thống
Yêu cầu hệ thống của Panther là:
- Bộ xử lý PowerPC G3, G4 hoặc G5 (ít nhất 233 MHz)
- USB tích hợp
- Ít nhất 128 MB RAM (256 MB được khuyến nghị, tối thiểu là 96 MB hỗ trợ không chính thức)
- Ít nhất 1,5 GB dung lượng đĩa cứng khả dụng
- Ổ đĩa CD
- Truy cập Internet yêu cầu một nhà cung cấp dịch vụ tương thích; iDisk yêu cầu tài khoản .Mac

Hội nghị trực tuyến yêu cầu:
- Bộ xử lý PowerPC G3, G4 hoặc G5 333 MHz hoặc nhanh hơn
- Truy cập internet băng thông rộng (100 kbit/s hoặc nhanh hơn)
- Camera FireWire DV hoặc webcam tương thích